# Milionia coeruleonitens
Milionia coeruleonitens là một loài bướm đêm trong họ Geometridae.